# Плугатар (Старобільський район)
Плугата́р — село в Україні, у  Біловодській селищній громаді Старобільського району Луганської області. Населення становить 637 осіб. До 2017 року орган місцевого самоврядування — Плугатарська сільська рада.

## Населення
За даними перепису 2001 року населення села становило 637 осіб, з них 89,95 % зазначили рідною мову українську, 9,58 % — російську, а 0,47 % — іншу.